# Anđela Horvat
Anđela Horvat (Krašić, 1911. március 18. – Zágráb, 1985. szeptember 26.), horvát művészettörténész és konzervátor. A Jugoszláv Akadémia rendes tagja.

## Élete
1931-ben érettségizett, majd 1935-ben szerzett diplomát művészet- és kultúrtörténet, valamint klasszikus régészeti szakon a Zágrábi Egyetem Filozófiai Karán. 1935 és 1941 között középiskolai tanár volt Sziszeken és Zágrábban, majd 1941-től nyugdíjazásáig, 1970-ig a kulturális műemlékvédelem területén dolgozott előbb asszisztensként, később tudományos munkatársként és tudományos tanácsadóként a zágrábi Konzervátori Intézetben (később Állami Műemlékvédelmi Intézet), ahol részt vett a szervezésben és a tudományos anyag rendszerezésében.
1956-ban doktorált a „Spomenici arhitekture i likovnih umjetnosti u Međimurju.” (Építészeti és képzőművészeti emlékek a Muraközben) című disszertációjával. A műemlékek és városrészek védelmében részt vett minden történelmi és stilisztikai korszak emlékeinek kutatásában, rámutatott a valorizáció, a műemlékvédelem és a műemlékek bemutatásának problémáira, és elméletileg kidolgozta a „kreatív megőrzés” fogalmát. 1983-tól a Jugoszláv Tudományos és Művészeti Akadémia rendes tagja volt. 1979-ben megkapta a Köztársasági Életműdíjat.

## Munkássága
A 7. századtól a szecesszióig kutatta a kontinentális Horvátország kulturális emlékeit, különösen a középkori építészetet, a gótikus szobrászatot, a gótika és a barokk korszak stíluspárhuzamait, valamint a barokk művészetet és a historizmust. Horvátország minden fontos helyszínén dolgozott, számos művészeti emléket fedezett fel és határozott meg tudományosan. A gótikáról (Gotika u Hrvatskoj, 1984.) és barokkról (Barok u kontinentalnoj Hrvatskoj, 1982.) szóló monográfiák mellett jelentős áttekintéseket és szintéziseket közölt a horvát művészetről (Između gotike i baroka, 1974) és számos tanulmányt az egyes művészeti témákról.
Munkásságában különös hangsúlyt kaptak a horvátországi műemlékvédelem történetével foglalkozó alkotások, a zágrábi katedrálisban található, Parler prágai műhelyéből származó ún. Parler-kör gótikus szobrai és a zágrábi Szent Márk-templom, a Dalmácián kívül található ószláv fonadék díszítésű kövek és a díszesen faragott stećak sírkövek Horvátországban. Kulcsfontosságú hozzájárulást nyújtott Horvátország kontinentális művészeti örökségének felfedezéséhez és értelmezéséhez. Kutatásai, különösen a nagyobb szintézisek a horvát képzőművészet átfogó áttekintésének alapját képezik.
Fáradhatatlan terepkutató, műemléki topográfiai áttekintés szerzője. Foglalkozott a horvátországi műemlékvédelem kialakulásának történetével, és elméletben kidolgozta a „kreatív megőrzés” fogalmát. Szerkesztője volt a Jugoszláv Enciklopédiának (Enciklopedija Jugoslavije), a Képzőművészeti Enciklopédiának (Enciklopedija likovnih umjetnosti) és a Jugoszláv Művészeti Enciklopédiának (Likovna enciklopedija Jugoslavije). Közreműködött az 1976-ban megjelent Egyetemes Művészeti Enciklopédiában (Enciklopedia of World Art).
A horvát művészet stíluspárhuzamait tanulmányozva megírta „Između gotike i baroka” (Gótika és barokk között) című monográfiát (1975), amelyben szisztematikusan foglalkozik a 16-17. századi kontinentális Horvátország művészetével. A gótikus formák módosulását, valamint az itáliai reneszánsz és alpesi régiók horvát művészetre gyakorolt hatását elemezve. Elemzésébe minden műemléktípust (profán és szakrális építészet, festészet, szobrászat, faragás, kézművesség stb.) bevonva rámutatott az alkotások összetettségére, abban az időszakban, amelyben a gótika mellett reneszánsz, a manierista jegyek és a barokk első utalásai felbukkantak.
Sok éves terepkutatása eredményeként született meg a „Barok u kontinentalnoj Hrvatskoj” (Barokk a kontinentális Horvátországban) című mű (1982), amely egyik legfontosabb kritikai és elméleti hozzájárulása a horvát művészettudományhoz. Ebben számos új meglátást és tényt hozva az első teljes áttekintést nyújtotta Észak- és Közép-Horvátország barokk műemléki örökségéről. Tudományos és szakmai közleményeket írt, több száz helyszínről írt áttekintést, valamint tanulmányokat és topográfiai felméréseket publikált a Túrmező, Lika, Korbava, a Banovina, Kordun, Drávamente és a Szerémség településeiről.

## Fő művei
- Konzervatorski rad kod Hrvata. Zagreb, 1944
- Spomenici arhitekture i likovnih umjetnosti u Međimurju. Zagreb, 1956
- Između gotike i baroka, 1974
- Barok u kontinentalnoj Hrvatskoj. U: Barok u Hrvatskoj (társsszerző). Zagreb, 1982